# جيم أدكينز
جيم أدكينز (بالإنجليزية: Jim Adkins)‏ هو عازف قيثارة ومغني أمريكي، ولد في 10 نوفمبر 1975 في ميسا في الولايات المتحدة.

## وصلات خارجية
- الموقع الرسمي
- جيم أدكينز على موقع ميوزك برينز (الإنجليزية)
- جيم أدكينز على موقع أول ميوزيك (الإنجليزية)
- جيم أدكينز على موقع ديسكوغز (الإنجليزية)